# Ungheni (Iași)
Ungheni è un comune della Romania di 4 242 abitanti, ubicato nel distretto di Iași, nella regione storica della Moldavia.
Il comune, formato dall'unione di 4 villaggi (Bosia, Coada Stâncii, Mânzătești, Ungheni), fa parte della Zona Metropolitana di Iași. Il comune è ubicato sulle rive del fiume Prut e si trova di fronte all'omonima città della Moldavia; si tratta di un importante posto di confine, soprattutto per quanto riguarda il traffico ferroviario.